# روبوتات (فلم)
الروبوتات (بالإنجليزية: Robots) هو فلم كوميدي أُصدر في الولايات المتحدة سنة 2005. الفلم من إخراج كريس ويدج وبطولة إيوان مكريغور، روبن ويليامز، هالي بيري وغريغ كينير.

## طاقم التمثيل
- إيوان مكريغور
- روبن ويليامز
- هالي بيري
- غريغ كينير
- ميل بروكس

## الميزانية والإيرادات
بلغت تكلفة إنتاج الفلم حوالي 75 مليون دولار بينما حقق أرباحاً تقدر بـ 260,718,330 دولار.

## وصلات خارجية
- الرجال الآليون على موقع IMDb (الإنجليزية)
- الرجال الآليون على موقع ميتاكريتيك (الإنجليزية)
- الرجال الآليون على موقع روتن توميتوز (الإنجليزية)
- الرجال الآليون على موقع نتفليكس (الإنجليزية)
- الرجال الآليون على موقع ألو سيني (الفرنسية)
- الرجال الآليون على موقع Turner Classic Movies (الإنجليزية)
- الرجال الآليون على موقع أول موفي (الإنجليزية)
- الرجال الآليون على موقع بوكس أوفيس موجو (الإنجليزية)
- الرجال الآليون على موقع فيلمافينيتي (الإسبانية)
- الرجال الآليون على موقع قاعدة بيانات الأفلام السويدية (السويدية)